# Lavoslav Schwarz
Lavoslav Schwarz (en hongrois: Lavoslav Švarc), né Leopold Schwarz en  1837 à Zagreb, et décédé en 1906 à Budapest, est un commerçant croate et une figure importante de la communauté juive de Zagreb.

## Biographie

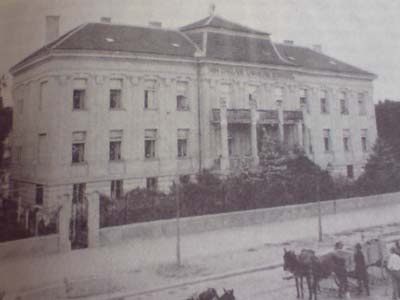
Maison de retraite "Dom Lavoslav Schwarz", Zagreb

Schwarz est né dans une famille juive de Zagreb, alors partie de l'Empire austro-hongrois (maintenant capitale de la Croatie). Il est le fils d'un marchand nommé Solomon ou Saul. Pendant toute sa vie, il a été un éminent philanthrope et a fondé et soutenu des associations caritatives et sociales juives et non-juives à Zagreb. À son initiative, la ville de Zagreb et la communauté juive de Zagreb ont attribué des bourses à des étudiants inscrits dans des universités publiques. Il fait édifier à Zagreb la première maison de retraite juive qui ouvrira en 1910 après sa mort et portera son nom Dom Lavoslav Schwarz,.
Schwarz meurt à Budapest, alors partie de l'Empire austro-hongrois (maintenant capitale de la Hongrie) le 10 novembre 1906 à l'âge de 69 ans, et est enterré à Zagreb au cimetière de Mirogoj.